# Ивано-Франковский областной совет
Ивано-Франковский областной совет (укр. Івано-Франківська обласна рада) — представительный орган местного самоуправления Ивано-Франковской области. Последние выборы в совет состоялись 25 октября 2020 года.

## Состав
По результатам местных выборов, прошедших 25 октября 2020 года, в Ивано-Франковский областной совет было избрано 84 депутата.
| — | Партия                   | Первый кандидат    | Количество мандатов |
| - | ------------------------ | ------------------ | ------------------- |
|   | Свобода                  | Александр Сыч      | 18                  |
|   | Европейская солидарность | Владимир Вятрович  | 17                  |
|   | За будущее               | Александр Шевченко | 16                  |
|   | Батькивщина              | Василий Гладий     | 14                  |
|   | ВО «Платформа громад»    | Олег Гончарук      | 10                  |
|   | Слуга народа             | Надежда Левконович | 9                   |

## История
По итогам местных выборов, прошедших 26 марта 2006 года, депутатами были избраны кандидаты от следующих партий:
- Блок «Наша Украина» — 60 мандатов
- «Блок Юлии Тимошенко» — 37 мандатов
- «Украинский народный блок Костенко и Плюща» — 9 мандатов
- Блок «Национальный выбор» — 7 мандатов
- Блок «Возрождение Прикарпатья» — 5 мандатов

На выборах депутатов местных советов, а также сельских, поселковых и городских голов, прошедших 31 октября 2010 года, в областной совет были избраны 114 депутатов из числа 1 тысячи 137 кандидатов, предложенных от 36 областных организаций политических партий, трёхпроцентный проходной барьер преодолели:
- Всеукраинское объединение «Свобода» — 16,46%,
- Всеукраинское объединение «Батькивщина» — 14,49%,
- политическая партия «Фронт Перемен» — 12,98%,
- Партия регионов — 8,19%,
- политическая партия «Наша Украина» — 7,59%,
- Украинская народная партия — 4,15%,
- Украинская партия[укр.] — 3,68%,
- Народный Рух Украины — 3,49%,
- политическая партия «УДАР» (Украинский Демократический Альянс за Реформы) Виталия Кличко — 3,40%.

В результате этого, количество депутатских мандатов в новоизбранном областном совете распределилось следующим образом:
- Всеукраинское объединение «Свобода» — 18 мандатов,
- Всеукраинское объединение «Батькивщина» — 16,
- политическая партия «Наша Украина» — 15,
- политическая партия «Фронт Перемен» — 13,
- Украинская партия[укр.] — 12,
- Партия регионов — 11,
- Народная партия — 9,
- Украинская народная партия — 5,
- Партия «Возрождение» — 5,
- УРП «Собор» — 4,
- Народный Рух Украины — 3,
- политическая партия «УДАР» (Украинский Демократический Альянс за Реформы) Виталия Кличко — 2,
- партия «За Украину!» — 1.

Возрастной состав облсовета созыва 2010 года следующий: 6 депутатов в возрасте до 30 лет, 25 депутатов — от 31 до 40, 34 депутата — от 41 до 50, 42 депутата — от 51 до 60, 7 депутатов — от 61 до 70. Самый молодой депутат — безработный член ВО «Свобода» Олег Загурский, которому в декабре 2010 года исполнилось 24 года. Старейший депутат — семидесятилетній пенсионер Дмитрий Захарук, председатель облисполкома Ивано-Франковского областного совета первого демократического созыва и народный депутат Украины первого демократического созыва.
Всего по результатам народного волеизъявления 57 депутатов прошли в Ивано-Франковский областной совет по спискам политических партий, а ещё 57 депутатов — по одномандатным округам.
27 января 2013 года в двух округах прошли довыборы в Ивано-Франковский областной Совет. На место трёх депутатов облсовета, избранных депутатами Верховной Рады, были избраны член ВО «Свобода» Иван Харук (округ № 43, Ивано-Франковск), член ВО «Батькивщина» — Иван Угрин (округ № 36, Снятин) и член УРП Владимир Грабовецкий (округ № 25, Надворная).

## Список председателей Ивано-Франковского областного совета
| Фото | Имя                                                          | Годы жизни | Начало срока    | Конец срока    | Примечания |
| ---- | ------------------------------------------------------------ | ---------- | --------------- | -------------- | ---------- |
|      | Николай Михайлович Яковина Микола Михайлович Яковина         | род. 1957  | апрель 1990     | декабрь 1992   |            |
|      | Степан Васильевич Волковецкий Степан Васильович Волковецький | род. 1947  | 10 декабря 1992 | март 1998      |            |
|      | Зиновий Николаевич Мытник Зіновій Миколайович Митник         | род. 1954  | 5 мая 1998      | апрель 2002    |            |
|      | Василий Хомич Брус Василь Хомич Брус                         | род. 1954  | 25 апреля 2002  | 11 мая 2006    |            |
|      | Игорь Мирославович Олейник Ігор Мирославович Олійник         | род. 1955  | 11 мая 2006     | 25 ноября 2010 |            |
|      | Александр Максимович Сыч Олександр Максимович Сич            | род. 1964  | 25 ноября 2010  | 23 ноября 2012 |            |
|      | Василий Михайлович Скрипничук Василь Михайлович Скрипничук   | 1958—2019  | 23 ноября 2012  | 7 декабря 2015 |            |
|      | Александр Максимович Сыч Олександр Максимович Сич            | род. 1964  | 7 декабря 2015  | н. в.          |            |